# Lee Archer (piloot)
Lee Archer (Yonkers, 6 september 1919 - New York, 27 januari 2010) was een Amerikaans piloot voor de United States Air Force. Hij vloog vanaf 1941 tijdens de Tweede Wereldoorlog tot en met 1970. Hij klom in rang tot luitenant-kolonel.

## Levensloop
Archer studeerde aan de New York-universiteit. Daarna meldde hij zich bij het leger in de hoop piloot te worden. In die tijd bleek dat voor hem echter als Afro-Amerikaan niet mogelijk vanwege de rassenscheiding als gevolg van de Jim Crow-wetten. Hierdoor werd hij in een communicatiefunctie geplaatst in Georgia. Nadat het leger het beleid hierin wijzigde, werd hij toegelaten tot het trainingsprogramma voor zwarte piloten op het Tuskegee Army Airfield in Alabama.
Tijdens de Tweede Wereldoorlog in zijn gevechten voor het 302e Fighter Squadron vloog Archer 169 gevechtsmissies boven Europa, waarbij hij meermaals vijandige vliegtuigen neerhaalde en tijdens een missie in augustus 1944 zes Duitse vliegtuigen op de grond vernietigde. Op 12 oktober 1944 kwam hij terecht in een serie luchtgevechten boven door Nazi-Duitsland bezet Hongarije. Vliegend in een P-51 Mustang haalde hij in deze gevechten drie Duitse gevechtsvliegtuigen neer.
Bij terugkeer in 1945 ontdekte hij dat er niets was veranderd in de Amerikaanse samenleving. Toen hij het vliegtuig uitstapte, liep hij als eerste tegen een bord aan met de tekst "Gekleurde troepen naar rechts, blanke troepen naar links".

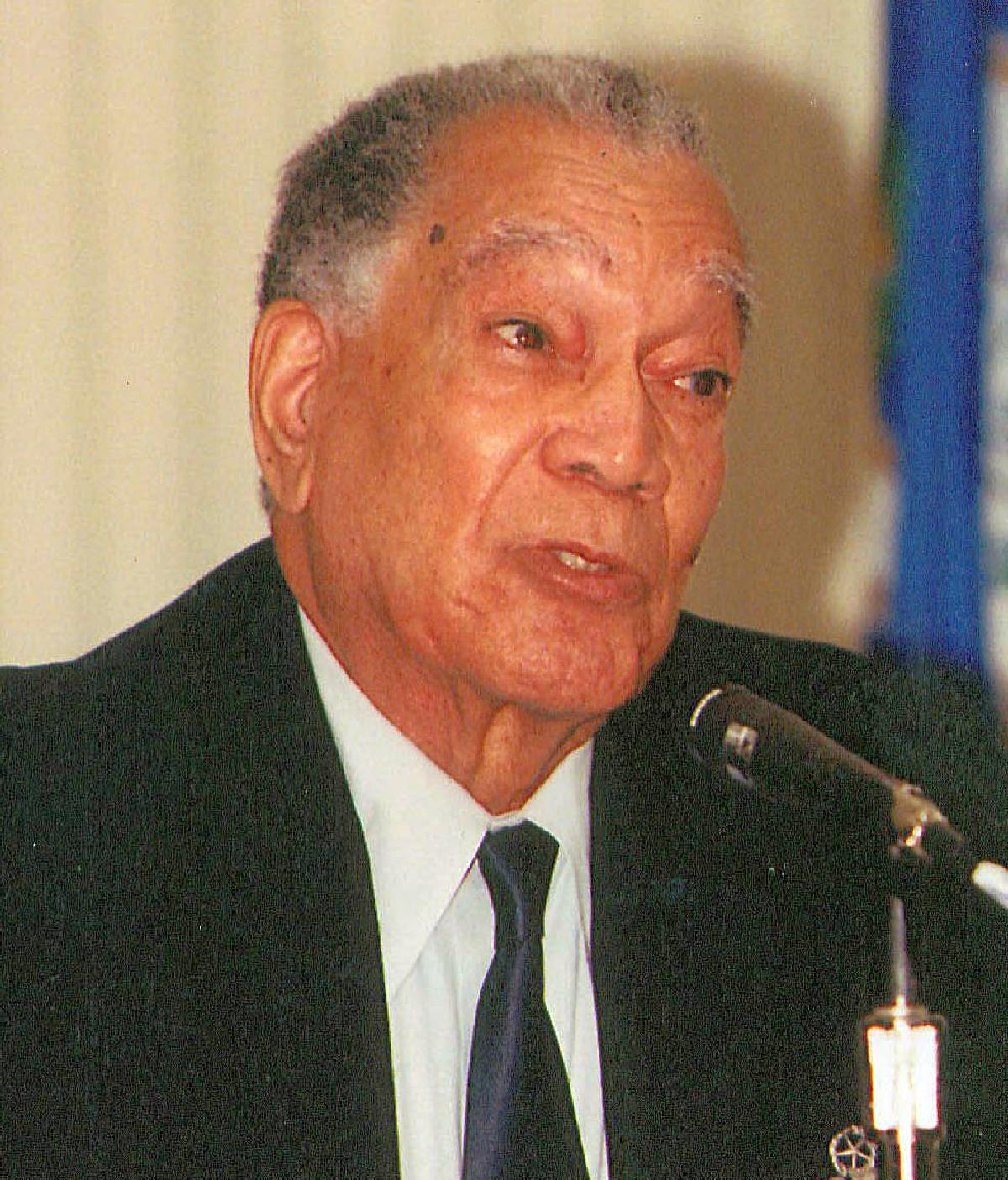
Archer op hogere leeftijd

Hij bleef in dienst tot 1970 en verliet het leger met de rang luitenant-kolonel. Hij vervolgde zijn carrière in het burgerleven bij General Foods in White Plains, waar hij een van de eerste zwarte vicevoorzitters werd van een vooraanstaand Amerikaans bedrijf. In 1987 richtte hij zijn eigen bedrijf op in durfkapitaal met de naam Archer Asset Management.
Archer overleed op 27 januari 2010 in New York. Tijdens zijn uitvaartdienst op 4 februari hield de televisiepersoonlijkheid Bill Cosby ter ere van hem een eulogie.

## Erkenning
Archer werd benoemd tot Honorary Honoree van de American Fighter Aces Association.
Hij ontving verschillende militaire onderscheidingen, waaronder het Distinguished Flying Cross, de Air Medal met achttien eikenbladen en de Eervolle Vermelding van de Verenigde Staten.
Hij werd in 2001 genoemd als voorbeeldpiloot door de uitreiking van zowel de Algemene vrijheidsprijs van de Four Freedoms Awards als de prijs in de categorie Vrijwaring van vrees. Daarbij kende het Amerikaanse Congress in 2007 hem en zijn collega-Tuskegeepiloten de Congressional Gold Medal toe.